# Mordella strigipennis
Mordella strigipennis là một loài bọ cánh cứng trong họ Mordellidae. Loài này được Faldermann miêu tả khoa học năm 1837.